# Israël aux Jeux olympiques d'été de 2000
Israël participe aux Jeux olympiques d'été de 2000 à Sydney.

## Liste des médaillés israéliens

### Médailles d'or
| Sport              | Discipline | Sportifs | Performance |
| Médailles d'or : 0 |            |          |             |

### Médailles d'argent
| Sport                  | Discipline | Sportifs | Performance |
| Médailles d'argent : 0 |            |          |             |

### Médailles de bronze
| Sport                   | Discipline        | Sportifs         | Performance |
| Médailles de bronze : 1 |                   |                  |             |
| Canoë                   | Kayak single 500m | Michael Kolganov |             |